# 카바모일 인산
카바모일 인산(영어: carbamoyl phosphate)은 생화학적으로 중요한 음이온이다. 육상 동물에서 카바모일 인산은 요소 회로 및 피리미딘의 합성을 통해 질소를 처리하는 과정에서의 대사 중간생성물이다. 카바모일 인산 합성효소 I 은 시르투인이라고 불리는 분자 부류들, NAD 의존성 단백질 탈메틸화효소, ATP와 상호작용하여 카바모일 인산을 형성한다. 그런 다음, 카바모일 인산은 요소 회로로 진입해서 오르니틴 트랜스카바밀레이스에 의해 오르니틴과 반응하여 시트룰린을 생성한다. 카바모일 인산 합성효소 I 의 결함과 그에 따른 카바모일 인산 생성의 결핍은 사람의 고암모니아혈증과 관련이 있다.

## 생성
카바모일 인산은 중탄산염, 암모니아(아미노산에서 유래함), 인산(ATP에서 유래함)으로부터 생성된다. 카바모일 인산의 합성은 카바모일 인산 합성효소에 의해 다음과 같이 촉매된다.
- HCO−
3 + ATP → ADP + HO–C(O)–OPO2−
3 (카복실 인산)
- HO–C(O)–OPO2−
3  +  NH3  + OH−   →  HPO2−
4  +  −O–C(O)NH2  +  H2O
- −O–C(O)NH2  +  ATP  →  ADP +  H
2NC(O)OPO2−
3

## 임상적 중요성
카바모일 인산 합성효소 I (CPS I)의 결함과 그에 따른 카바모일 인산 생산의 결핍은 사람의 고암모니아혈증과 관련이 있다.

## 같이 보기
- 카바모일 아스파르트산
- 오르니틴 트랜스카바밀레이스
- 시트룰린
- 요소 회로

## 참고 문헌
- Nelson, David L.; Cox, Michael M. (2005). 《Lehninger Principles of Biochemistry fourth edition》. New York: W. H. Freeman and company. ISBN 978-0716743392.
- "SIRT5 Deacetylates Carbamoyl Phosphate Synthetase 1 and Regulates the Urea Cycle". Cell. 137 (3): 560-570. 2009-05-01. doi:10.1016/j.cell.2009.02.026. ISSN 0092-8674.